# 陈时伟
陈时伟（1991年8月2日—），福建长乐人，中国田径短跑运动员。2014年仁川第十七届亚运会田径比赛展开第六日争夺，男子4x100米接力决赛中，由陈时伟、谢震业、苏炳添和张培萌组成的中国队发挥出色，跑出37秒99的成绩力压日本队成功卫冕，并打破日本队保持了7年之久的38秒03的亚洲纪录。

## 外部連結
- 陈时伟在的頁面